# فرودگاه زیگوینچور

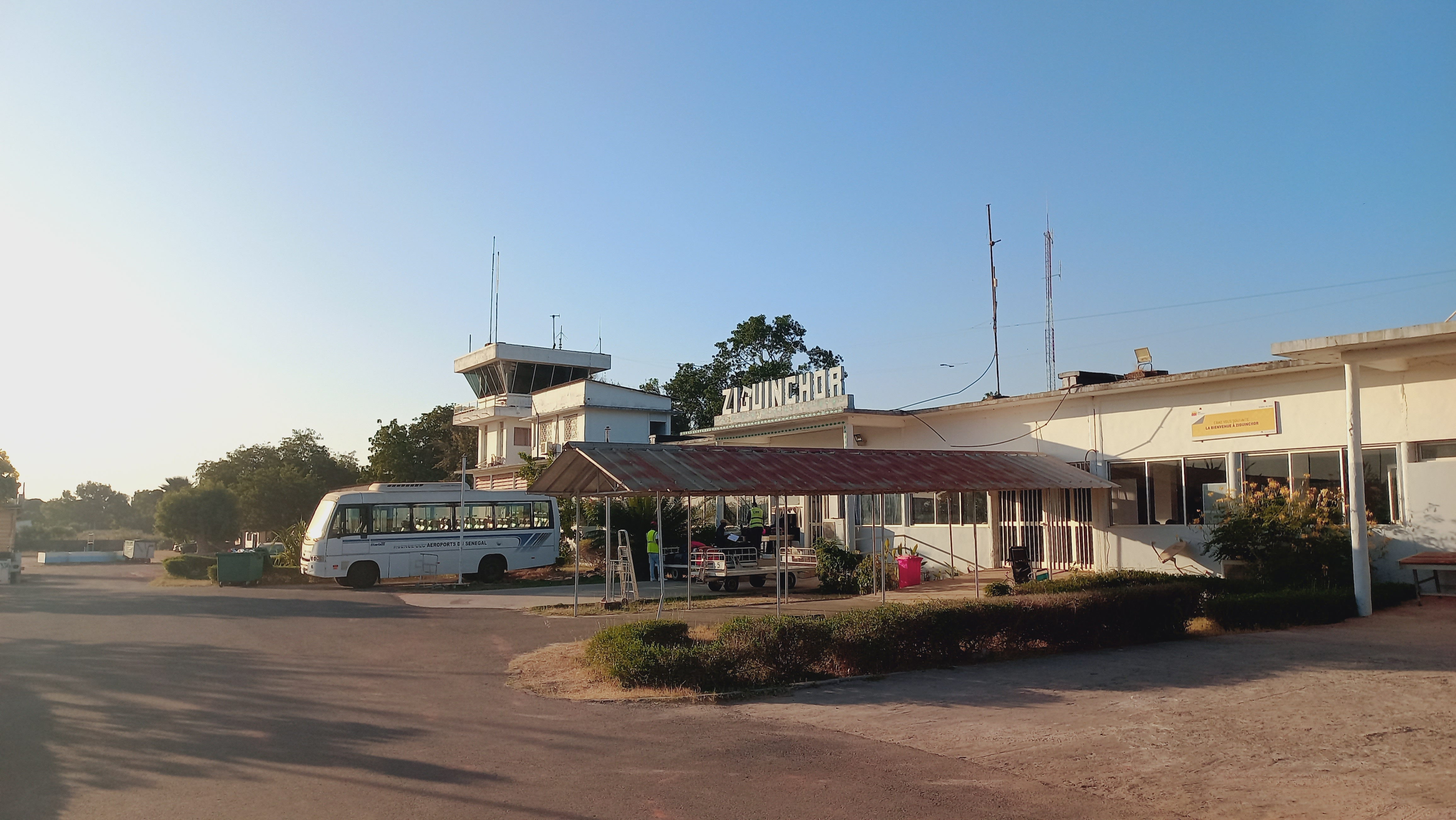

فرودگاه زیگوینچور (به انگلیسی: Ziguinchor Airport) (به زبان بومی: Aéroport de Ziguinchor) یک فرودگاه همگانی  با کد یاتا ZIG است که یک باند فرود آسفالت دارد و طول باند آن ۱۵۴۵ متر است. این فرودگاه در شهر ژانک کشور بلژیک قرار دارد و در ارتفاع ۲۳ متری از سطح دریا واقع شده است.

## شرکت‌های هواپیمایی و مقصدهای پروازی
| شرکت‌های هواپیمایی | مقصدهای پروازی     |
| ----------------- | ------------------ |
| Transair          | لئوپولد سدار سنگور |